# Нормальная форма Хауэлла
Нормальная форма Хауэлла — аналог ступенчатого вида матрицы для матриц над кольцом {\displaystyle \mathbb {Z} _{N}} остатков по модулю {\displaystyle N}.

## Определение
Пусть {\displaystyle A\in \mathbb {Z} _{N}^{n\times m}} — матрица над {\displaystyle \mathbb {Z} _{N}}. Матрица находится в ступенчатом виде если она удовлетворяет следующим условиям:
- Пусть {\displaystyle r} — число ненулевых строк {\displaystyle A}. Тогда первые {\displaystyle r} строк матрицы ненулевые,
- Для {\displaystyle 1\leq i\leq r}, пусть {\displaystyle j_{i}} — индекс первого ненулевого элемента в строке {\displaystyle i}. Тогда {\displaystyle j_{1}<j_{2}<\dots <j_{r}}.

Любую находящуюся в ступенчатом виде матрицу можно упростить элементарными преобразованиями таким образом, чтобы были выполнены следующие условия:
- Для любого {\displaystyle 1\leq i\leq r}, ведущий элемент {\displaystyle A_{ij_{i}}} делит {\displaystyle N} нацело,
- Для любых {\displaystyle 1\leq k<i\leq r} выполнено {\displaystyle 0\leq A_{kj_{i}}<A_{ij_{i}}}.

Про матрицу, удовлетворяющую условиям выше говорят, что она находится в приведённом ступенчатом виде.
Пусть {\displaystyle S(A)} — линейная оболочка строк матрицы {\displaystyle A}. Матрица в приведённой ступенчатом виде находится в нормальной форме Хауэлла, если дополнительно выполнено следующее условие:
- Пусть {\displaystyle v\in S(A)} — элемент линейной оболочки строк {\displaystyle A}, такой что {\displaystyle v_{k}=0} для любого {\displaystyle 1\leq k<j_{i}}. Тогда {\displaystyle v\in S(A_{i\dots m})}, где {\displaystyle A_{i\dots m}} — матрица составленная из строк с {\displaystyle i}-й по {\displaystyle m}-ю матрицы {\displaystyle A}.

## Свойства
Пусть {\displaystyle A,B\in \mathbb {Z} _{N}^{n\times m}} — матрицы над {\displaystyle \mathbb {Z} _{N}}. Линейные оболочки их строк совпадают если и только если совпадают их нормальные формы Хауэлла. Например, для матриц
{\displaystyle A={\begin{bmatrix}4&1&0\\0&0&5\\0&0&0\end{bmatrix}},B={\begin{bmatrix}8&5&5\\0&9&8\\0&0&10\end{bmatrix}}}
над {\displaystyle \mathbb {Z} _{12}}, их нормальная форма Хауэлла совпадает и имеет вид
{\displaystyle H={\begin{bmatrix}4&1&0\\0&3&0\\0&0&1\end{bmatrix}}.}